# Nowa Kuźnica (Myszków)
Pour les articles homonymes, voir Nowa Kuźnica.
Nowa Kuźnica est une localité polonaise de la gmina de Koziegłowy, située dans le powiat de Myszków en voïvodie de Silésie.